# Сел (Пиј де Дом)
Сел (фр. Celle) је насеље и општина у централној Француској у региону Оверња, у департману Пиј де Дом која припада префектури Риом.
По подацима из 2011. године у општини је живело 86 становника, а густина насељености је износила 5,43 становника/km². Општина се простире на површини од 15,85 km². Налази се на средњој надморској висини од 650 метара (максималној 822 m, а минималној 702 m).

## Демографија
| 1962. | 1968. | 1975. | 1982. | 1990. | 1999. | 2011. |
| ----- | ----- | ----- | ----- | ----- | ----- | ----- |
| 151   | 187   | 152   | 115   | 100   | 88    | 86    |

График промене броја становника у току последњих година